# Parallels (альбом)
Parallels (рус. Параллели) — шестой студийный альбом американской прогрессив-метал группы Fates Warning, выпущенный в 1991 году на лейбле Metal Blade.

## Об альбоме
Джеймс ЛаБри, лидер-вокалист Dream Theater был приглашен для записи этого альбома и исполнил вокальные партии в песне «Life in Still Water». В буклете к альбому Fates Warning благодарят группу «Dream Theatre» за помощь в записи. Dream Theater заметили эту опечатку и, в свою очередь, в буклете к альбому «Images and Words» выразили благодарность группе «Fatez Warning».

## Список композиций
| №  | Название                   | Автор(ы)    | Длительность |
| -- | -------------------------- | ----------- | ------------ |
| 1. | «Leave The Past Behind»    | Джим Матеос | 6:13         |
| 2. | «Life In Still Water»      | Джим Матеос | 5:44         |
| 3. | «Eye To Eye»               | Джим Матеос | 4:05         |
| 4. | «The Eleventh Hour»        | Джим Матеос | 8:11         |
| 5. | «Point Of View»            | Джим Матеос | 5:07         |
| 6. | «We Only Say Goodbye»      | Джим Матеос | 4:55         |
| 7. | «Don't Follow Me»          | Джим Матеос | 4:42         |
| 8. | «The Road Goes On Forever» | Джим Матеос | 6:28         |

## Участники записи
- Рэй Олдер — вокал
- Джим Матеос — гитары
- Фрэнк Арести — гитары
- Джо ДиБэйс — бас-гитара
- Марк Зондер — ударные